# Vinnie Johnson
Vincent Johnson, detto Vinnie (Brooklyn, 1º settembre 1956), è un ex cestista statunitense, professionista nella NBA.
È il fratello di Eric Johnson.
Soprannominato "the Microwave" (il microonde) dalla guardia dei Boston Celtics Danny Ainge per la sua abilità di segnare molti punti in un breve periodo di tempo.

## Carriera
Venne selezionato dai Seattle SuperSonics al primo giro del Draft NBA 1979 (7ª scelta assoluta).

## Palmarès
- Campionato NBA: 2

Detroit Pistons: 1989, 1990
- NCAA AP All-America Second Team (1979)